# 러시아 중앙선거위원회
러시아 중앙선거위원회(러시아어: Центральная избирательная комиссия Российской Федерации, ЦИК России, 구어 Центризбирком)는 선거법에 의거해 설립된 러시아의 연방정부기관이다. 러시아에서 치러지는 선거와 국민투표의 진행을 관할한다. 권한 경계 내에서 다른 정부기관과 독립적으로 운영된다.
1995년부터 러시아중앙선거위는 15명의 위원으로 구성된다. 그중 5명은 러시아의 대통령이, 5명은 연방평의회가, 5명은 국가두마가 임명한다. 임기는 5년이다. 중앙선거위는 협의체형 정부기관이지만 3권분립의 각 기관들과 연관되지 않으며, 법인이라는 법적인 지위를 부여받아 영속적 기반 상에서 운영된다. 위원회는 감독과 감사의 역할을 수행하며, 산하기관과 자문기관을 두고 있다. 중앙선거위 산하에는 러시아연방 국가자동시스템 '비보리'의 개발을 담당하는 연방정보화센터가 있다. 중앙선거위의 결정은 회의에서 다수결 방식으로 내려진다. 연방국민투표 및 연방선거(대통령선거, 국가두마 의원선거)의 조직과 진행에 있어, 중앙선관위는 선거의 조직에 참여하는 모든 선거위원회보다 상급의 위원회이다. 
러시아 중앙선관위는 러시아의 국민이 선거법의 준수하는지 감시하며, 선거와 국민투표의 준비와 진행을 보장하며, 그 재정적 기반을 조직하고 예산의 분배를 관장하며, 기타 관련된 부분에서 권위를 가진다.
러시아 중앙선관위의 현행 구성원은 2016년 3월 조직되었으며, 이전에는 1993, 1995, 1999, 2003, 2007, 2011년 조직된 바 있다. 통계상 러시아 중앙선관위 기관의 구성원은 2018년 11월 292명으로 추산되었다.

## 역사
1917-1918년에는 창립회의 선거관련업무를 위한 전러시아 위원회가 있었으며, 극동 지방에서는 1920-1922년 인민회의 선거를 위한 중앙선거위원회가, 1937-1989년엔 러시아연방(РСФСР) 최고소비에트 선거를 위한 중앙선거위원회, 동시기 소련에서는 소련 최고소비에트 선거를 위한 중앙선거위원회가 있었다. 1989-1993년엔 РСФСР 인민위원 선거를 위한 중앙선거위원회가, 1993-1995년엔 연방의회 국가두마 의원선거를 위한 중앙선거위원회가 있었다.
국가두마 선거를 위한 중앙선거위원회는 러시아연방 대통령 보리스 옐친의 명령에 따라 1993년 9월 24일 조직되었다. 위원회의 초기 구성원은 20명으로, 정부수반에 의해 1993년 9월 29일 승인되었다. 그 중 10명은 지역의회의 추천에 의해, 10명은 연방주체의 집행기관의 추천에 의해 임명되었다. 필수 자격은 후보자가 고등법률교육을 받았을 것, 또는 법적으로 학위가 있을 것이었다. (이후, 2007년부터 고등교육을 받았을 것이 요구되었다.)
의회선거의 진행 이후인 1993년 12월 해당 부서는 러시아연방 중앙선거위원회로 개칭되었다.

## 역대 위원장 목록
| № | 성명                               | 사진 | 대통령                                              | 재임기간         | 재임기간         | 투표 |
| № | 성명                               | 사진 | 대통령                                              | 시작             | 종료             | 투표 |
| - | ---------------------------------- | ---- | --------------------------------------------------- | ---------------- | ---------------- | --- |
| 1 | 니콜라이 티모페예비치 랴보프       |      | 보리스 옐친                                         | 1993년 9월 24일  | 1996년 11월 14일 | 1993년 12월 국민투표 1993년 국가두마 선거 1993년 연방평의회 선거 1995년 국가두마 선거 1996년 대통령 선거 |
| 2 | 알렉산드르 블라디미로비치 이반첸코 |      | 보리스 옐친                                         | 1996년 11월 14일 | 1999년 3월 24일  | |
| 3 | 알렉산드르 알베르토비치 베시냐코프 |      | 보리스 옐친 블라디미르 푸틴                         | 1999년 3월 24일  | 2007년 3월 26일  | 1999년 국가두마 선거 2000년 대통령 선거 2003년 국가두마 선거 2004년 대통령 선거                          |
| 4 | 블라디미르 예브게니예비치 추로프   |      | 블라디미르 푸틴 드미트리 메드베데프 블라디미르 푸틴 | 2007년 3월 27일  | 2016년 3월 27일  | 2007년 국가두마 선거 2008년 대통령 선거 2011년 국가두마 선거 2012년 대통령 선거                          |
| 5 | 엘라 알렉산드로브나 팜필로바       |      | 블라디미르 푸틴                                     | 2016년 3월 28일  | 재임중           | 2016년 국가두마 선거 2018년 대통령 선거 2020년 전러시아 국민투표                                         |

## 구성원 (2016—2021)
- 엘라 알렉산드로브나 파밀로바 — 위원장(대통령 임명)
- 알렉산드르 유리예비치 키뇨프(대통령 임명, 야블로코)
- 바실리 니콜라예비치 니하쵸프(대통령 임명, 2018년 9월 22일 해임)
- 예브게니 알렉산드로비치 셰브첸코(대통령 임명)
- 보리스 사파로비치 에브제예프(대통령 임명)
- 니콜라이 블라디미로비치 레비체프(국가두마 임명, 공정 러시아)
- 예브게니 이바노비치 콜류신(국가두마 임명, 러시아연방공산당)
- 세르게이 니카노로비치 시로트킨(국가두마 임명, 러시아자유민주당)
- 발레리 알렉산드로비치 크류코프(국가두마 임명)
- 발레리 블라디미로비치 갈첸코(국가두마 임명, 통합 러시아)
- 안톤 이고레비치 로파틴(연방평의회 임명)
- 마이야 블라디미로브나 그리시나(연방평의회 임명)
- 시얍샤흐 마고베도비치 샤비예프(연방평의회 임명)
- 알렉산드르 니콜라예비치 클류킨(연방평의회 임명)
- 니콜라이 이바노비치 불라예프(연방평의회 임명)

## 같이 보기
- (러시아어) 러시아 연방 중앙선거위원회의 구성원
- (러시아어) 2007년 국가두마 부정선거, (러시아어) 부정표 투표, 부정 선거
- 투표